# روبرت الأول من لوريتيلو
روبرت الأول (توفي 1107) كان نبيلًا من النورمان الإيطاليين والابن الأكبر لجيفري هوتفيل والذي بدوره أحد أكبر أبناء تانكريد هوتفيل. كان أول كونت على لوريتيلو عام 1061.